# John Gutmann
John Gutmann (* 28. Mai 1905 in Breslau; † 12. Juni 1998 in San Francisco, Kalifornien) war ein US-amerikanischer Fotograf deutscher Herkunft. Bekannt sind vor allem seine Fotografien aus den 1930er-Jahren, die das urbane Leben während der Great Depression dokumentieren, sich aber von der sozialdokumentarischen Fotografie der Zeit abgrenzen.

## Leben
Gutmann entstammte einer wohlsituierten jüdischen Familie aus Breslau, in der er früh mit den Künsten vertraut gemacht wurde. Er erhielt eine Ausbildung als Maler an der Staatlichen Akademie für Kunst und Kunstgewerbe Breslau, wo der Expressionist Otto Mueller sein Lehrer war. Nach einem ersten Abschluss im Jahr 1927 studierte er zunächst an der Schlesischen Friedrich-Wilhelms-Universität Philosophie sowie Kunstgeschichte und ging dann nach Berlin, wo er seine Ausbildung unter anderem an der Friedrich-Wilhelms-Universität und der Preußischen Akademie der Künste fortsetzte und abschloss.
Er hatte gerade begonnen, sich als Maler einen Namen zu machen, als er nach der Machtübernahme der Nationalsozialisten 1933 als Jude seine Anstellung als Lehrer verlor und sich zur Emigration in die Vereinigten Staaten entschloss. Ein Freund riet ihm, sich in San Francisco niederzulassen. Da Gutmann unsicher war, sich als Maler in den USA über Wasser halten zu können, beschloss er, Pressefotograf zu werden. Er kaufte sich eine Rolleiflex-Kamera, brachte sich das Fotografieren als Autodidakt selbst bei und ging eine vertragliche Vereinbarung mit der Berliner Presseagentur „Foto-Presse“ ein, für sie in den USA zu arbeiten. Anschließend trat er die Seereise nach San Francisco an, wo er Ende 1933 eintraf.
Er arbeitete in den 1930er-Jahren hauptsächlich als Pressefotograf für Zeitschriften – bis 1936 für „Foto-Presse“ –, ohne sich selbst als Künstler zu sehen. Seine Fotos aus dieser Zeit dokumentieren sowohl, durch die sorgfältige Komposition, ungewöhnliche Perspektiven und ausgefallene Motive, seine akademische Ausbildung als auch den Blick des Außenseiters, der von amerikanischer Gesellschaft und Kultur gleichermaßen fasziniert wie befremdet ist. Die Arbeiten unterscheiden sich von der sozialdokumentarischen Fotografie der Zeit, die über die Farm Security Administration von den Regierungsprogrammen des New Deal finanziert wurde.
Soweit Gutmann Menschen als Sujets wählte, zeigen die Fotos nicht Opfer von Armut und Elend, sondern Leute, die selbst in Zeiten der Great Depression am gesellschaftlichen Leben teilnehmen und auf Vergnügen aus sind, darunter viele junge Frauen und Vertreter ethnischer Minderheiten. Besonderes Interesse zeigte Gutmann zudem an allem, was mit dem Straßenverkehr zu tun hatte. Häufige Motive waren deswegen Autos und Verkehrsschilder. Auch Graffiti fotografierte er wiederholt.
1937 unternahm Gutmann im Auftrag der New Yorker Fotoagentur „Pix Inc.“ eine Reise durch die Vereinigten Staaten und dokumentierte unter anderem den Mardi Gras in New Orleans und die Autokultur in Chicago. 1938 fand unter dem Titel „Colorful America“ eine erste Einzelausstellung seiner Werke im De Young Museum in San Francisco statt. Seit 1938 lehrte er am San Francisco State College Malerei, Zeichnen und Kunstgeschichte. Während des Zweiten Weltkriegs arbeitete er für das US Army Signal Corps und das Office of War Information. Er hielt das Kriegsgeschehen in Südostasien sowohl als Fotograf wie auch als Kameramann fest. 1947 stellte er seine Arbeiten aus dieser Zeit aus, abermals im Young Memorial Museum.
Nach Kriegsende nahm er seine Lehrtätigkeit wieder auf und blieb am San Francisco State College bis zum Eintritt in den Ruhestand im Jahr 1973. 1946 initiierte er einen Studiengang „Kreative Fotografie“, der zu den ersten akademischen Programmen dieser Art in den USA gehörte. Er begründete eine Filmvorführungsreihe mit dem Titel „Art Movies“, in der Dokumentar-, Experimental- und historische Kurzfilme gezeigt wurden. Gutmann arbeitete wieder für die Agentur „Pix Inc.“ und seine Fotos erschienen über lange Jahre in Look, Time, Life sowie in weiteren amerikanischen und internationalen Zeitschriften.
Sei fotografisches Werk aus den 1930er-Jahren war in dieser Zeit wenig bekannt. Erst nach dem Rücktritt von seiner Lehrtätigkeit gelang es ihm 1974, eine Ausstellung von hundert Fotos aus diesem Zeitabschnitt in einer New Yorker Galerie zu arrangieren. Das führte zu einer Wiederentdeckung seines Werkes und einer Folgeausstellung im San Francisco Museum of Modern Art unter dem Titel „As I Saw It“ im Jahr 1976. Seitdem sind seine Werke wiederholt in Einzel- und Sammelausstellungen in den USA und in Europa gezeigt worden.
Auch im hohen Alter von über achtzig Jahren fotografierte Gutmann weiter. Aus dem Jahr 1987 stammt die Fotoserie Signals, mit der er sein fortbestehendes Interesse an Zeichen und Graffiti unter Beweis stellte. Die Fotos zeigen Buchstaben, Zahlen und Wortfragmente, die vor einem schwarzen Hintergrund aufgenommen sind.
Seit 1949 war John Gutmann mit der Malerin Gerrie von Pribosic verheiratet; die beiden hatten keine Kinder. Er starb im Juni 1998 in San Francisco im Alter von 93 Jahren.

## Ausstellungen
- 1938: Colorful America. San Francisco, De Young Museum.
- 1947: The Face of the Orient. San Francisco, M. H. de Youn Memorial Museum.
- 1974: New York, Light Gallery.
- 1976: As I Saw It. San Francscio, Museum of Modern Art.
- 1985: Fotografias 1934–39. Valencia, Il Jornades Fotografiques.
- 1988: Talking Pictures. Signs, Tattoos & Graffiti. San Francisco, Fraenkel gallery.
- 1989: John Gutmann. Beyond the Document. San Francisco, Museum of Modern Art.
- 1997: John Gutmann. Parallels in Focus. San Francisco, Art Department Gallery der State University.
- 2000–2001: The Photographs of John Gutmann. Stanford, Iris & B. Gerald Cantor Center der Stanford University in Palo Alto (als Wanderausstellung zudem im Museum of Contemporary Art, Los Angeles; Museum of Modern Art, San Antonio; Henry Art Gallery der University of Washington, Seattle; Frances Lehman Loeb Art Center des Vassar College, Poughkeepsie).

## Fotobände
- The Restless Decade. John Gutmann's Photographs of the Thirties. Text: Max Kozloff. Abrams, New York 1984, ISBN 0-81091-658-4.
- The Photography of John Gutmann. Culture Shock. Text: Sandra Philipps. Merrell, New York 2000, ISBN 1-85894-097-4 (Katalog zur Wanderausstellung des Iris & B. Gerald Cantor Center der Stanford University, Kalifornien, 2000–2001).
- John Gutmann. The Photographer at Work. Text: Sally Stein. Center of Creative Photography, Tucson u. a. 2009, (Katalog zur Ausstellung im Center of Creative Photography, University of Arizona, Tucson, 23. Oktober 2009–31. Januar 2010).